# بيدرو دي هيريديا
بيدرو دي هيريديا (بالإسبانية: Pedro de Heredia)‏ هو مستكشف إسباني، ولد في 1505 في مدريد في إسبانيا، وتوفي في 27 يناير 1554 في زهراء (برباط) في إسبانيا بسبب غرق.

## وصلات خارجية
- بيدرو دي هيريديا على موقع الموسوعة البريطانية (الإنجليزية)